# Stazione di Codisotto
Stazione di Codisotto vasútállomás Olaszországban, Luzzara településen.

## Vasútvonalak
Az állomást az alábbi vasútvonalak érintik:
- Parma-Suzzara-vasútvonal

## Kapcsolódó állomások
A vasútállomáshoz az alábbi állomások vannak a legközelebb:
- Stazione di Suzzara (Stazione di Suzzara, Parma-Suzzara-vasútvonal)
- Luzzara railway station (Stazione di Parma, Parma-Suzzara-vasútvonal)